# Produttori di elicotteri
Lista dei principali produttori di aerogiri (elicotteri, autogiri, elicoplani e convertiplani):

## A
- Aero
- Aerokopter
- Aeronautical Products
- Aerospace General
- Aérospatiale
- Aerotecnica
- Agusta
- AgustaWestland
- Air & Space
- Airmaster Helicopters
- Yakovlev
- American Aircraft Corporation
- American Helicopter
- Aviaimpex
- Avian

## B
- Bell Helicopter Textron
- Bell/Agusta
- Bendix Helicopters
- Bensen
- Boeing Helicopters (Piasecki Helicopter)
- Borgward
- Brantly
- Bratukhin
- Bristol Aeroplane Company

## C
- Cessna Aircraft Company
- Changhe Aircraft Industries Corporation
- Cicare Helicopteros S.A.
- Cierva Autogiro Company
- Columbia Helicopters
- Continental Copters

## D
- Denel Aerospace Systems
- Doak
- Doman
- Dorand
- Dornier Flugzeugwerke
- Douglas
- DSH

## E
- Enstrom
- Erickson Air-Crane
- Eurocopter Group

## F
- Fairchild Hiller
- Fairey Aviation
- Fiat
- Filper
- Firestone Aircraft Company
- Flettner
- Focke-Wulf

## G
- Gazda
- Glenview
- Groen Brothers Aviation
- Gyrodyne
- Gyronautics

## H
- Harbin Aircraft Manufacturing Corporation
- Hawker Siddley
- Helibrás
- Hélicoptères Guimbal
- Higgins
- Hiller Aircraft Corporation
- Hillman
- Hindustan Aeronautics Limited
- Hongdu Aviation Industry Corporation
- Hughes Helicopters
- Hynes

## I
- Irkut
- Italian Rotors Industries S.r.L. (I.R.I.)
- IAR S.A.

## K
- Kaman Aircraft
- Kamov
- Konner Helicopters Italy
- Karkov Aviation Institute
- Kazan Helicopter Plant
- Kawasaki

## L
- Lackner
- Lada Land
- Landgraf Helicopter Company
- LCA Helicopter
- Leonardo Helicopters
- Lockheed
- Breguet

## M
- Manzolini
- McDonnell
- Messerschmitt-Bölkow-Blohm GmbH (MBB)
- Mil Helicopters

## N
- Nagler
- Nederlandse Helikopter Industrie
- NHIndustries
- Nord

## P
- Panha
- Państwowe Zakłady Lotnicze (PZL)
- Piasecki Helicopter

## R
- Robinson Helicopter
- Rotorcraft Ltd
- RotorWay International

## S
- Saunders-Roe
- Marchetti
- Schweizer Aircraft Corporation
- Sikorsky Aircraft Corporation
- Silvercraft Italiana
- SNCASE
- Spitfire Helicopter Company
- Sznycer

## T
- Texas Helicopters
- Thruxton
- Transcendental Aircraft Corporation

## W
- Wagner
- Scheutzow
- Westland Helicopters

## Y
- Yamaha Motor Company

## Z
- Zafar
- Zaschka